# Anderes Kärnten
Die Liste Anderes Kärnten (GAL; slowenisch Durgacna Koroska) war ein Parteibündnis der Einheitsliste, der Grünen und der Bewegung gegen Schultrennung, das 1989 bei der Kärntner Landtagswahl antrat. Das Parteibündnis erreichte bei der Wahl 1,69 % der Stimmen und verfehlte damit klar den Einzug in den Landtag. Zudem büßte das Wahlbündnis 0,49 % gegenüber den Einzelergebnissen der Grünen und der Kärntner Einheitsliste bei der Landtagswahl 1984 ein.